# Jefferson (Oregon)
Jefferson is een plaats (city) in de Amerikaanse staat Oregon, en valt bestuurlijk gezien onder Marion County.

## Demografie
Bij de volkstelling in 2000 werd het aantal inwoners vastgesteld op 2487. In 2006 is het aantal inwoners door het United States Census Bureau geschat op 2693, een stijging van 206 (8,3%).

## Geografie
Volgens het United States Census Bureau beslaat de plaats een oppervlakte van 1,9 km², geheel bestaande uit land. Jefferson ligt op ongeveer 59 m boven zeeniveau.

## Plaatsen in de nabije omgeving
De onderstaande figuur toont nabijgelegen plaatsen in een straal van 16 km rond Jefferson.